# Rehetobel
Rehetobel (toponimo tedesco) è un comune svizzero di 1 773 abitanti del Canton Appenzello Esterno.

## Storia
Il comune di Rehetobel è stato istituito nel 1669 per scorporo da quello di Trogen.

## Monumenti e luoghi d'interesse

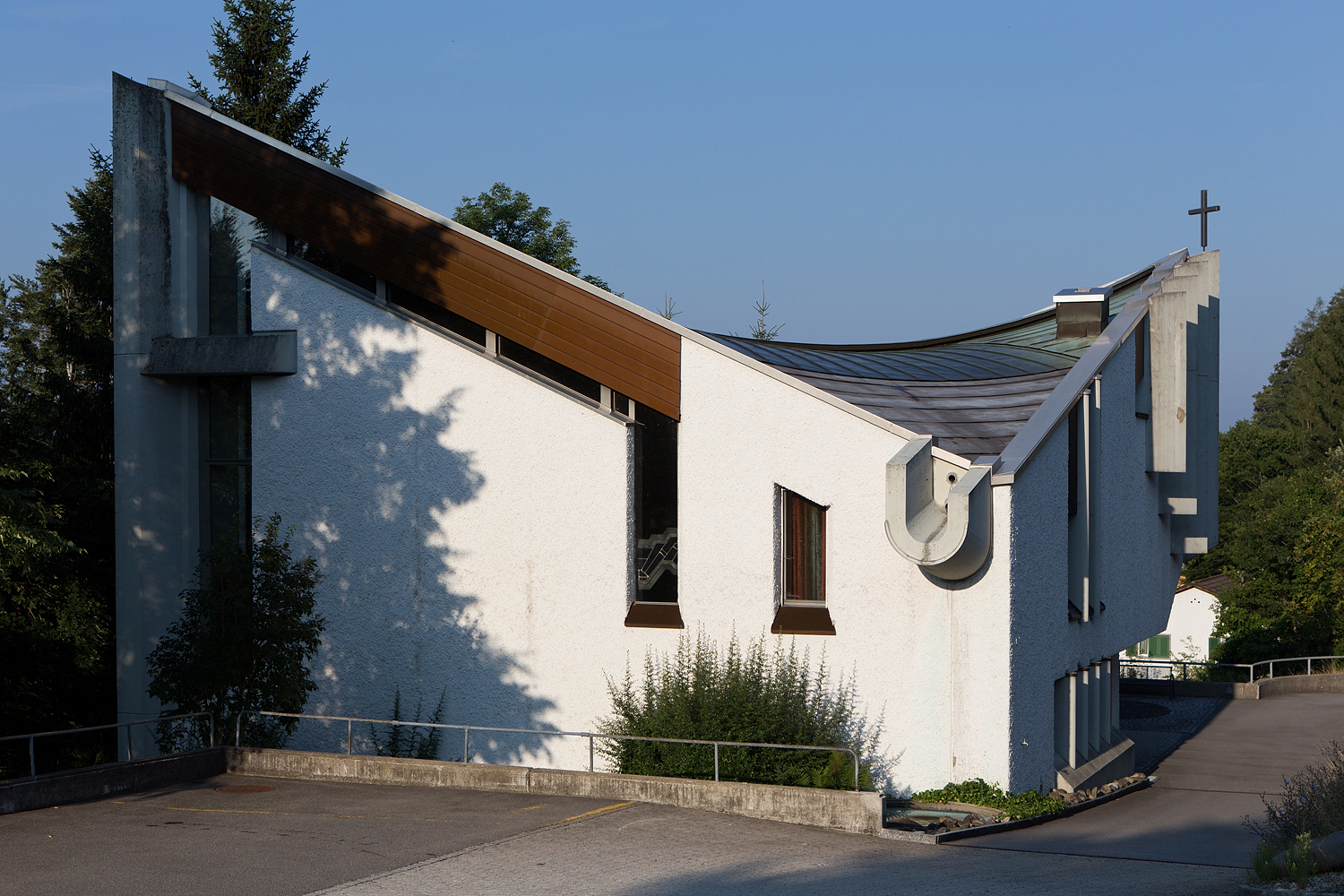
La chiesa cattolica

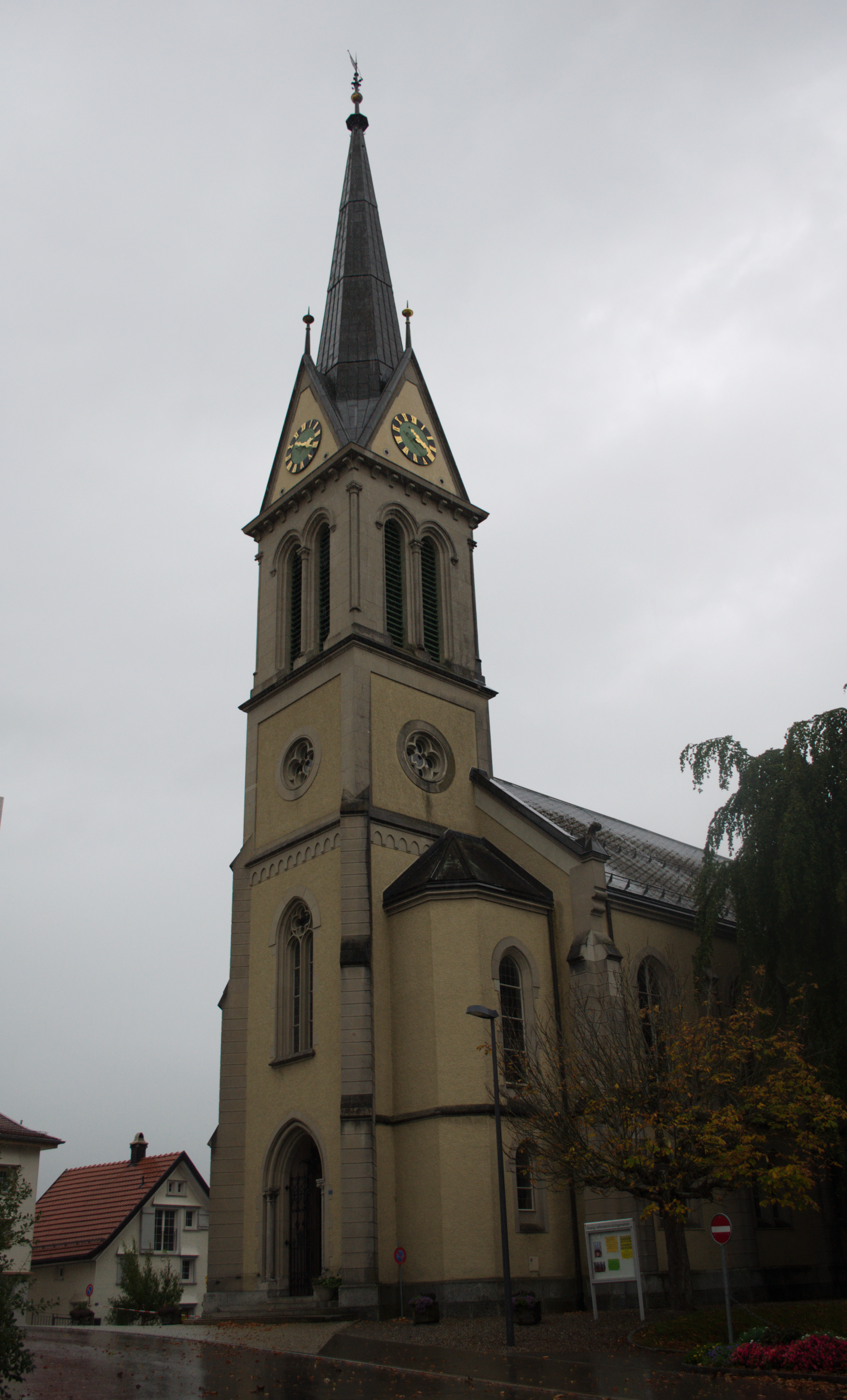
La chiesa riformata

- Chiesa riformata, eretta nel 1669 e ricostruita nel 1737[1];
- Chiesa cattolica, eretta nel 1976-1977[1].

## Società

### Evoluzione demografica
L'evoluzione demografica è riportata nella seguente tabella:
Abitanti censiti

## Amministrazione
Ogni famiglia originaria del luogo fa parte del cosiddetto comune patriziale e ha la responsabilità della manutenzione di ogni bene ricadente all'interno dei confini del comune.